# André Durnez
André Durnez (Geluveld, 11 juni 1927 - 15 februari 1973) was burgemeester van de Belgische gemeente Geluveld.

## Levensloop
André Durnez, van beroep verzekeringsmakelaar, was de zoon van Leon Durnez (1890-1929) en Leonie Boncquet (1891-1963).
Hij trouwde in 1953 met Paula Vandenbroucke (1925-1994).
Durnez behoorde tot de aanhangers van burgemeester Léonie Keingiaert de Gheluvelt. Hij was burgemeester van 1959 tot 1964. Hij werd opgevolgd door Abdon Comyn, die echter na enkele maanden plots overleed. Durnez werd toen opnieuw burgemeester, tot aan zijn eigen vroegtijdige dood in 1973. Durnez droeg ook het Kruis van Ridder in de Leopoldsorde.
In 2020 zat zijn dochter, Aleidis Durnez, een comité voor dat de gedachtenis aan Léonie Keingiaert wilde in herinnering brengen en in 2021 de honderdste verjaardag wilde herdenken van haar benoeming tot burgemeester.